# Dingolfing-Landau
Dingolfing-Landau é um distrito da Alemanha, na região administrativa de Niederbayern, estado de Baviera.

## História
O distrito foi criado em 1972 através da fusão dos antigos distritos de Dingolfing e Landau (Isar). Seu nome original era Untere Isar ("Baixo Isar"), porém, em 1973, ele foi renomeado para o nome atual.

## Cidades e Municípios
- Cidades:

1. Dingolfing
2. Landau an der Isar

- Municípios:

1. Eichendorf
2. Frontenhausen
3. Gottfrieding
4. Loiching
5. Mamming
6. Marklkofen
7. Mengkofen
8. Moosthenning
9. Niederviehbach
10. Pilsting
11. Reisbach
12. Simbach
13. Wallersdorf

|  |